# Liste des stations de radio en Belgique
 (décembre 2017).
Si vous disposez d'ouvrages ou d'articles de référence ou si vous connaissez des sites web de qualité traitant du thème abordé ici, merci de compléter l'article en donnant les références utiles à sa vérifiabilité et en les liant à la section « Notes et références ».
Cet article présente la liste des stations de radio en Belgique. La Belgique étant un pays regroupant trois communautés linguistiques, les stations de radio présentées ci-dessous sont donc divisées en trois parties distinctes.
Pour ce qui concerne le service public de radiodiffusion en Belgique, il est contrôlé par la Vlaamse Radio- en Televisieomroeporganisatie (VRT) pour la Communauté flamande (Flandre et Bruxelles), la Radio-télévision belge de la Communauté française (RTBF) pour la Communauté française (Wallonie et Bruxelles) et la Belgischer Rundfunk (BRF) pour la Communauté germanophone de Belgique.
Pour un article plus général, voir Histoire de la radio en Belgique.

## Stations de radio francophones

### Station de radio de la RTBF
(stations publiques francophones)
- Classic 21 : depuis 2004 ; Radio 21 de 1983 à 2004 ; Radio Cité avant 1983
- Jam : depuis 2019
- La Première : depuis 2004 ; Radio Une avant 2004
- Musiq'3 : depuis 2004 ; Musique 3 de 1994 à 2004 ; Troisième Programme de 1961 à [Quand ?] ; Radio Trois avant 1994
- Pure : 2017 à 2020 ; Pure FM de 2004 à 2017
- RTBF Mix : depuis 2019
- Tarmac (RTBF) : depuis 2017
- Tipik : depuis 2020
- Viva+ : depuis 2019
- VivaCité : depuis 2004 ; Fréquence Wallonie et Bruxelles Capitale de 1994 à 2004 ; Radio Deux avant 1994

### Réseaux communautaires francophones

#### Stations de radio du groupe H
- Mint ( RTL )
- C1 : Bel-RTL
- C2 : Radio Contact

#### Stations de radio du groupe NRJ
- C3 : Nostalgie
- C4 : NRJ Belgique
- DAB+ : NRJ+
- DAB+ : Nostalgie +

### Réseaux urbains francophones
- U1 : Fun Radio
- U2 : DH Radio, anciennement "Twizz"(Groupe IPM)

### Autres radios privées francophones
- M Radio Belgique. Les studios se trouve à Mons au wccm. (Borinage 99Fm - DAB+ Mons- Borinage, La Louvière, Charleroi et en TV sur M Radio Vision)
- RCF (Réseau de radios locales à Bruxelles, Bastogne, Liège, Namur et en Brabant wallon)

### Réseaux provinciaux francophones
- Antipode (Province du Brabant-Wallon)
- Maximum FM (Province Liège)
- Inside Radio (Province de Luxembourg et province de Namur)
- Sud Radio (Province de Hainaut)

### Stations de radio francophones locales ou associatives
- Région de Bruxelles-Capitale
  - Arabel
  - BXFM
  - Gold FM
  - K.I.F
  - Radio Air Libre
  - Radio Alma
  - Radio Campus
  - Radio Judaica
  - Radio Panik, (depuis 1983)
  - Vibration

- Province du Brabant wallon
  - Antipode
  - Capital FM
  - Émotion
  - LN FM (Radio des étudiants de Louvain-la-Neuve)
  - Mélodie FM
  - Passion FM
  - Radio School (89.1 radio de l'institut Saint-Jean-Baptiste de Wavre)
  - Radio Stéphanie
  - Radio Terre Franche
  - Ultrason
  - UpRadio
  - VivaCité

- Province de Hainaut
  - Buzz Radio
  - C-Rap
  - CFM Radio (Anciennement: Le Centre FM)
  - Charleking Radio
  - Flash FM
  - J600
  - Libellule FM, (Comines, depuis 1979)
  - Loisirs 81
  - M Radio (En fm, DAB+, Proximus TV )
  - Ma Radio
  - Max FM
  - Mixx FM
  - Néo Radio
  - Radio Belœil
  - Radio Bonheur (Courcelles, 87.7 FM)
  - Radio Extra
  - Radio Horizon
  - Radio Salamandre
  - Radio Stars
  - Ramdam Musique (2 fréquences depuis la fusion avec Smile FM, anciennement Radio Tan Que Vive, en 2013)
  - RMJ (Radio MJ Ciney - émission : la libre antenne de max)
  - RQC - Radio Qui Chifel (Mouscron)
  - Retro Music FM (Sambreville) - fréquence 106.9
  - Smile FM
  - VivaCité
  - Vivante FM
  - YouFM
  - Générations (anciennement Radio Rièzes et Sarts, elle émet sur 105,6 MHz à Rièzes aussi appelé "G 105.6", son slogan est "Générations, vos plus belles émotions")

- Province de Liège
  - Radio 4910 (Theux)
  - 48FM (Liège) (depuis 1982)
  - Amay Fréquence Musique - AFM
  - Équinoxe FM (Liège)
  - Impact FM (Malmedy)
  - Mixt (Chaudfontaine)
  - Panach FM (Seraing)
  - Radio Fize Bonheur (Villers Le Bouillet)
  - Radio Hitalia (Liège)
  - Radio Ourthe-Amblève (Sprimont)
  - Radio Plein Sud (Saint-Georges-sur-Meuse)
  - Radio Plus (Liège & Huy)
  - Radio Prima (Liège - Montegnée)
  - Warm (Liège)

- Province de Namur
  - Équinoxe, la Radio Découverte
  - Flash FM
  - Fréquence Éghezée
  - Fréquence Plus
  - Hit Radio (Namur)
  - Radio Chevauchoir
  - Radio Quartz
  - Radio Rièzes et Sart
  - Radio Studio One
  - Radio Universitaire Namuroise - RUN

- Province de Luxembourg
  - Seven Radio
  - Pep’s Radio (Gouvy-Vielsalm) - anciennement Radio Beho
  - Air FM (Centre Ardenne)
  - Metropole Radio (Gaume / Lorraine)
  - Radio Sud, (Beau Canton, depuis 1982)
  - RLO radio (Bertrix)
  - Studio S

### Stations de radio francophones disparues
- BMFM Basse Meuse FM
- Bruxelles Capitale 99.3 FM (RTBF)
- Canal 44 devenue "Radio Emotion"
- Électro FM (Mons) fusion avec Vibration Bruxelles
- Est FM devenue Impact FM
- FooRire FM (Bruxelles)
- Fréquence Wallonie née le 24 octobre 1994 en remplacement de Radio Deux. (RTBF) Remplacée elle-même en 2004 par Vivacité.
- Jet FM (Belgique)
- Meuse Radio[1]
- Mint (Groupe RTL (Belgique) - Radio H) (disparue en 2008, mais refondée en 2016)
- Radio 21 devenue par scission Classic 21 et Pure FM (RTBF)
- Must FM devenue Inside Radio
- Radio Centre Jodoigne (devenue PASSION FM)
- Radio Cité (RTBF) disparue en 1986
- Radio Deux (RTBF) devenue le 24 octobre 1994 Fréquence Wallonie.
- Radio Euromédia (Esneux)
- Radio Gaieté (Hesbaye)
- Radio Hawaï (Beauraing)
- Radio Kephren (Bruxelles)
- Radio Mosaïque (Momalle)
- Radio Pasa (Charleroi)
- Radio Sart-Timan (RST - 102 FM), radio fondée à l’initiative d'étudiants de l'Université de Liège
- Radio Sud-Est (Etterbeek)
- Radio Tcheuw Beuzie (TBFM) autorisation supprimée le 2 Juillet 2014[2]
- Radio Trois (RTBF) devenue Musique 3 puis musiq3
- Radio Une (RTBF) devenue la Première
- Radiolène
- RCH Basse Meuse devenue Meuse Radio
- RMI, disparue le 30 août 2010 au profit de Buzz Radio sur le 94.3 FM (Jumet)
- Scoop Mosaïque, anciennement nommé Scoop Radio, arrêtera définivement d'existé, le 19 septembre 2014
- Snoupy FM (Sambreville) 105.8 passe sur 106.9 ex-Radio Columbia, disparaît définitivement le 20 juillet 2020
- Smile fm 87.7 (Trazegnies)
- Zone 80 (Liège)

## Stations de radio néerlandophones

### Stations de radio de la VRT
- Radio 1 : depuis 2001 ; NIR de 1930 à 1960; BRT 1 de 1960 à 2001
- Radio 2 : depuis
- Klara : depuis 2000 ; Radio 3 de 1961 à 2000
  - Klara Continuo
- Studio Brussel : depuis 1983
- MNM : depuis 2009 ; Donna de 2001 à 2009 ; Radio Donna de 1992 à 2001
  - MNM Hits
- Radio Vlaanderen Internationaal (RVi) : de 1934 à 2011
- Nieuws+

### Stations de radio régionales privées néerlandophones
- Club FM : depuis 2008
- Crooze FM : depuis 2004
- Joe : depuis 2009 ; 4FM de 2001 à 2009 ; Joe FM de 2009 à 2016
- Nostalgie : depuis 2008
- NRJ Vlaanderen : depuis 2018
- Q-music : depuis 2001
- Topradio : depuis 2003

### Stations de radio néerlandophones à caractère provincial
- Crazy FM (Province de Flandre Occidentale)
- Hit FM
- MFM
- Mix FM
- Radio Domino
- RGR FM
- Trendy FM (Province du Limbourg)

### Stations de radio locales néerlandophones
- Région de Bruxelles-Capitale
  - Bruzz
  - Gold FM
  - Radio Spes
- Province d'Anvers
  - B.R.O.
  - Capitol Gold
  - Fantasy Classic Gold
  - Geel FM
  - Hoogstraatse radio
  - Lokaal FM
  - O Radio
  - Radio Apollo
  - Radio Centraal
  - Radio Christina
  - Radio Dimension
  - Radio Double You
  - Radio Eagle
  - Radio Frekwent
  - Radio Gompel
  - Radio K.R.T.
  - Radio Lichtaart
  - Radio Liefkenshoek
  - Radio Meer Goud
  - Radio Paloma
  - Radio Park
  - Radio Randstad
  - Radio Reflex
  - Radio Remember
  - Radio Stad
  - Radio T.O.S.
  - Radio Valencia
  - Radio Yora
  - Radio Zin FM
  - Radio Zoe
  - Randstad Classics
  - Suc6FM
  - Thals FM
  - VZW Antwerpse Havenradio
  - VZW H Radio
- Province du Brabant flamand
  - A.V.O.
  - Asse 106.4
  - City Gold
  - Komilfoo 107.9
  - Pajottenland 105.9
  - Radio Diest
  - Radio FMK
  - Radio Komilfoo
  - Radio Scorpio
  - Radio Tamara
  - Radio Ten
  - Radio Tienen
  - Radio Venus
  - Radio Victoria
  - RGR2
  - Rob FM
  - Spits FM
  - Stadsradio Halle
  - Tempo FM
  - VZW Happy
  - VZW Pajotse Regio Info
- Province de Flandre-Occidentale
  - AXI Radio
  - Extra Gold
  - FM Gold
  - FM Kust
  - Hoppestad FM
  - Mega FM
  - Molenland FM
  - Oostkamp FM
  - Radio 't Vissertje
  - Radio Alive
  - Radio Alpine
  - Radio Amerika
  - Radio Bingo
  - Radio Europe
  - Radio Exclusief
  - Radio Extra Gold
  - Radio Frontaal
  - Radio Gaveromroep
  - Radio Iro
  - Radio Mango
  - Radio Media
  - Radio Pallieter
  - Radio Paradijs
  - Radio Torhout
  - Stadsradio Waregem
  - VBRO
  - VBRO Plus
- Province de Flandre-Orientale
  - Goldies Radio
  - Radio Aktief
  - Radio Basic Gold
  - Radio Beiaard
  - Radio Beverland
  - Radio Brouwer
  - Radio Canteclaer
  - Radio Del Sol
  - Radio Delmare
  - Radio Galaxy[Information douteuse]
  - Radio Hofstade
  - Radio Impakt
  - Radio Internationaal
  - Radio Land Van Waas
  - Radio M.I.G.
  - Radio Meetjesland
  - Radio P.R.O.S.
  - Radio Roeland
  - Radio Star
  - Radio Tequila
  - Radio TRL
  - Radio URGent
  - Radio V.R.S.
  - Radio Veronieka
  - Spitsradio
  - T.N.T.
  - VBRO Aalter
  - VZW 77
  - VZW Club FM
  - VZW Nieuwsradio Gent FM
  - Z.R.O. Mietje Stroel
  - ZEN FM
- Province de Limbourg
  - C.R.M.
  - City Music
  - FM 106
  - FM Goud
  - L.R.M.
  - Radio Animo
  - Radio Ariane
  - Radio Beach
  - Radio Benelu
  - Radio Blitz
  - Radio Formule 1
  - Radio G.R.K.
  - Radio Ham
  - Radio Holiday
  - Radio Internazionale
  - Radio Katanga
  - Radio Lorali
  - Radio Maasvallei
  - Radio Pantera
  - Radio Royaal
  - Radio Sport
  - Radio V.R.W.
  - V.R.D.
  - VZW Helemaal Hasselt

### Stations de radio néerlandophones disparues
- 4FM : de 2001 à 2009 ; devenu Joe FM
- Antwerpen 1 : de 2004 à 2008
- Radio Contact Vlaanderen (Radio Contact) : de 1980 à 2008
- Crazy FM
- EXQI FM : de 2009 à 2011 ; Be One de 2004 à 2009
- Donna : de 1992 à 2009
- Jet FM

## Stations de radio germanophones

### Réseau public BRF
- BRF : lancé en 1978
  - BRF1
  - BRF2

### Stations de radio commerciales régionales germanophones
- Radio Contact Eupen : Radio Contact ouvre une antenne à Eupen en 1995
- Radio 700 (de) : à partir de 2002
- 100’5 Das Hitradio (de) : depuis 1998